# Argyroeides minuta
Argyroeides minuta är en fjärilsart som beskrevs av Druce 1888. Argyroeides minuta ingår i släktet Argyroeides och familjen björnspinnare. Inga underarter finns listade i Catalogue of Life.